# Keri Lynn Pratt
Keri Lynn Pratt (ur. 23 września 1978 w Concord w stanie New Hampshire, USA) – amerykańska aktorka.
W 1994 roku została Miss Nastolatek New Hampshire. Jest absolwentką Pinkerton Academy w Derry.

## Wybrana filmografia
- 2000: Szkoła uwodzenia 2 (Cruel Intentions 2) jako Cherie Claymon
- 2001: Różowe lata siedemdziesiąte (That '70s Show) jako Tiffany (1 odcinek, The Trials of M. Kelso)
- 2001: Ulubieńcy Ameryki (America's Sweethearts) jako Leaf Weidmann
- 2002: Dead Above Ground jako Kelly Britton
- 2004: Siódme niebo (7th Heaven) jako Betsy Brewer
- 2004: Do usług (The Help) jako Veronica Ridgeway
- 2004–2005: Jack & Bobby jako Missy Belknap
- 2006: Bracia i siostry (Brothers & Sisters) jako Amber Trachtenberg
- 2006: Dr House (House M.D.) jako Amy Errington (1 odcinek, Sex kills)
- 2010: Tajemnice Smallville (Smallville) jako Cat Grant